# Chulitna River (Susitna River)
Der Chulitna River ist ein etwa 110 Kilometer langer rechter Nebenfluss des Susitna River im Süden des US-Bundesstaats Alaska. 

## Geographie

### Verlauf
Er entsteht aus dem Zusammenfluss von Middle und East Fork Chulitna River im Tal zwischen Alaskakette und Talkeetna Mountains östlich des Denali, fließt in südlicher Richtung und mündet bei Talkeetna, gegenüber dem Talkeetna River, in den Susitna River, der in das Cook Inlet fließt.
Das Einzugsgebiet des Chulitna River umfasst etwa 6600 km². Der mittlere Abfluss unweit der Mündung beträgt 250 m³/s. Die höchsten monatlichen Abflüsse des hauptsächlich vom Schmelzwasser der Gletscher gespeisten Flusses treten in den Monaten Juni bis August auf.
Der George Parks Highway von Anchorage nach Fairbanks verläuft parallel zum gesamten Flusslauf.

### Nebenflüsse
Größere Nebenflüsse sind West Fork Chulitna River, Ohio Creek, Fountain River, Hidden River, Coffee River und Tokositna River, alle von rechts.

## Name
Die Bezeichnung der Ureinwohner Alaskas für den Fluss wurde 1898 von G. H. Eldridge dokumentiert.